# Grand prix catholique de littérature
Ne doit pas être confondu avec Prix de littérature religieuse.
Le grand prix catholique de littérature initialement connu sous le nom prix du Renouveau français, est un prix littéraire décerné par l'Association des écrivains catholiques de langue française (fondée en 1886).

## Historique
Créé en 1945 avec l'intitulé « prix du Renouveau français » sous l'impulsion d'écrivains catholiques dont Jacques Maritain et Jacques Madaule, il est aussi appelé, par abus de langage, « grand prix des écrivains catholiques ». Habituellement décerné au printemps, son montant est variable. Après trois années d'interruption, il est de nouveau décerné depuis 2000.
Le grand prix catholique de littérature est décerné par un jury composé d'écrivains.

## Liste des lauréats

### Prix du Renouveau français
- 1946 : Claude Franchet pour  Les Trois Demoiselles de Colas
- 1947 : Élisabeth Barbier pour Les Gens de Mogador
- 1948 : Raïssa Maritain pour Les Grandes Amitiés
- 1949 : Henri Queffélec pour Au bout du monde
- 1950 : Pierre-Henri Simon pour Les Raisins verts

### Grand prix catholique de littérature
- 1951 : Claude Longhy pour La Mesure du monde
- 1952 : Georges Bordonove pour La Caste
- 1953 : Gilbert Tournier pour Rhône, dieu conquis
- 1954 : Camille Bourniquel pour Retour à Cirgue
- 1955 : Paul-André Lesort pour Le vent souffle où il veut
- 1956 : Yvonne Chauffin pour Les Rambourt et Louise Bujeaud pour La Barre aux faucons
- 1957 : Jean-Claude Renard pour Père, voici que l'homme
- 1958 : Franz Weyergans pour Les Gens heureux
- 1959 : Maurice Zermatten pour l'ensemble de son œuvre
- 1960 : Jean Pélégri pour Les Oliviers de la justice
- 1961 : Lucien Guissard pour Écrits en notre temps
- 1962 : Victor-Henry Debidour pour l'ensemble de son œuvre et Claude Tresmontant pour l'ensemble de son œuvre
- 1963 : Jean Montaurier pour Comme à travers le feu
- 1964 : Jean Sulivan pour Mais il y a la mer et Henri Bars pour La littérature et sa conscience
- 1965 : Miklós Bátori pour Le Vignoble des saints
- 1966 : Yves-Marie Rudel pour l'ensemble de son œuvre
- 1967 : Renée Massip pour Le Rire de Sara
- 1968 : Henri de Lubac pour Images de l'abbé Monchanin et l'ensemble de son œuvre
- 1969 : André Frossard pour Dieu existe, je l'ai rencontré
- 1970 : Jean Rivière pour La Vie simple
- 1971 : Patrice de La Tour du Pin pour Une Lutte pour la vie
- 1972 : Michel Huriet pour La Fiancée du roi
- 1973 : Lucien Farago pour Mademoiselle Marguerite.
- 1974 : François Varillon pour L’Humilité de Dieu.
- 1975 : Valentin-Yves Mudimbe pour Entre les eaux.
- 1976 : Jacques de Bourbon Busset pour Au vent de la mémoire (Journal VI)
- 1977 : Jean Delumeau pour Le christianisme va-t-il mourir ?
- 1978 : Maurice Schumann pour Angoisse et Certitude.
- 1979 : Stanislas Fumet pour Histoire de Dieu dans ma vie.
- 1980 : Jean-Robert Armogathe pour Paul, ou l’impossible unité.
- 1981 : Jean Mialet pour Le Déporté (la haine et le pardon).
- 1982 : Jean Séverin pour Une vie peuplée d'enfants.
- 1983 : Bernard Bro pour l'ensemble de son œuvre.
- 1984 : Pierre Pierrard pour L'Église et les ouvriers
- 1985 : Christian Chabanis pour Dieu existe-t-il ? oui
- 1986 : Jeanne Bourin pour Le Grand Feu
- 1987 : Jean Daujat pour l'ensemble de son œuvre
- 1988 : Jean Charbonnel pour Edmond Michelet
- 1989 : Jacques Loew, op, pour l'ensemble de son œuvre
- 1990 : Monique Piettre
- 1991 : Jacques Sommet pour Passion des hommes et pardon de Dieu
- 1992 : Pierre de Calan pour On retrouve Dieu partout
- 1993 : Christian Bobin pour Le Très-Bas
- 1994 : Olivier Germain-Thomas pour Bouddha, terre ouverte
- 1995 : Xavier Emmanuelli pour Dernier avis avant la fin du monde.
- 1996 : Jean-Luc Barré pour Algérie, l'espoir fraternel.
- 2000 : Bertrand de Margerie, sj, pour Le Mystère des indulgences.
- 2001 : Anne Bernet pour Histoire générale de la chouannerie.
- 2002 : Mansour Labaky pour Kfar Sama ou les enfants de l'aurore.
- 2003 : André Courtaigne pour La Mère du printemps et Bernard Quilliet pour La Tradition humaniste.
- 2004 : Jean Sévillia pour Historiquement correct : Pour en finir avec le passé unique et Yves Viollier pour L’Orgueil de la tribu
- 2005 : Jean Dutourd pour Journal intime d'un mort
- 2006 : Fabrice Hadjadj pour Réussir sa mort. Anti-méthode pour vivre
- 2007 : Charles Le Quintrec pour l'ensemble de son œuvre. Mention au P. Servais Pinckaers pour Plaidoyer pour la vertu et à Dorian Malovic pour Le Pape jaune.
- 2008 : Philippe Sellier pour La Bible expliquée à ceux qui ne l’ont pas encore lue
- 2009 : Claude-Henri Rocquet pour Goya et Dominique Ponnau pour l'ensemble de son œuvre
- 2010 : Claire Daudin pour Le Sourire
- 2011 : Alain Besançon pour Cinq personnages en quête d'amour. Mention à Christophe Carichon pour Agnès de Nanteuil 1922-1944 une vie offerte et à Nadine Cretin pour Histoire du Père Noël[2].
- 2012 : Eugène Green pour La Communauté universelle. Mention à Anne-Dauphine Julliand pour Deux petits pas sur le sable mouillé et à Alain Galliari pour Franz Liszt et l'espérance du bon larron.
- 2013 : Didier Rance pour John Bradburne, le vagabond de Dieu. Mention à Jean-Paul Mongin pour Denys l'Aréopagite et le nom de Dieu[3].
- 2014 : François Taillandier pour L'Écriture du monde. Mention à Véronique Dufief pour La Souffrance désarmée et à Michaël Brétéché pour L'Enfance retrouvée.
- 2015 : Isabelle Laurent pour Les Deux Couronnes. Mention à Denis Moreau pour Pour la vie et à Christophe Ferré pour Vierge d'amour.
- 2016 : Marie-Joëlle Guillaume pour Vincent de Paul. Mention à Jehanne Nguyen pour Violette et à Patrice de Plunkett pour La Révolution du pape François.[4].
- 2017 : François Cassingena-Trévedy pour Cantique de l'infinistère. Mention à Christiane Rancé pour En pleine lumière.
- 2018 : Réginald Gaillard pour La partition intérieure[5]
- 2019 : Patrick de Gmeline pour François de Sales, le gentilhomme de Dieu[6] Mention à Pierre-Yves Le Priol pour La Foi de mes pères et à François Dubreil pour La Couronne.
- 2020 : Michel Bernard pour Le Bon Sens
- 2021 : Xavier Patier pour Demain la France (Éd. du Cerf, 2020)
- 2022 : Claude Pérez pour Paul Claudel. "Je suis le contradictoire". Biographie (Éd. du Cerf, 2021)
- 2023 : Pierre Manent pour Pascal et la proposition chrétienne (Édition Grasset)
- 2024 : Rémi Brague pour À chacun selon ses besoins (Flammarion)